# Охуэлос-де-Халиско
Охуэлос-де-Халиско (исп. Ojuelos de Jalisco) — город в регионе Альто Норте штата Халиско, Мексика.
Название города по мнению Роскомнадзора считается нецензурным словом. В январе 2021 года управление Роскомнадзора по Саратовской области потребовало у ИА «Свободные новости» удалить с сайта комментарий пользователя с названием города, который содержит, по мнению ведомства, нецензурную брань.

## География
Город расположен на пересечении Мексиканских шоссе 51, 70 и 80. Муниципалитет находится в Северо-Центральном регионе Мексики. Он расположен на северо-востоке штата и граничит с тремя другими штатами: Гуанахуато, Сакатекас и Агуаскальентес и в непосредственной близости от ещё одного штата Сан-Луис-Потоси. Все вышесказанное делает Охуэлос одним из муниципалитетов с наибольшим количеством границ в Мексике. Он также граничит с муниципалитетом Лагос-де-Морено Халиско.

## История

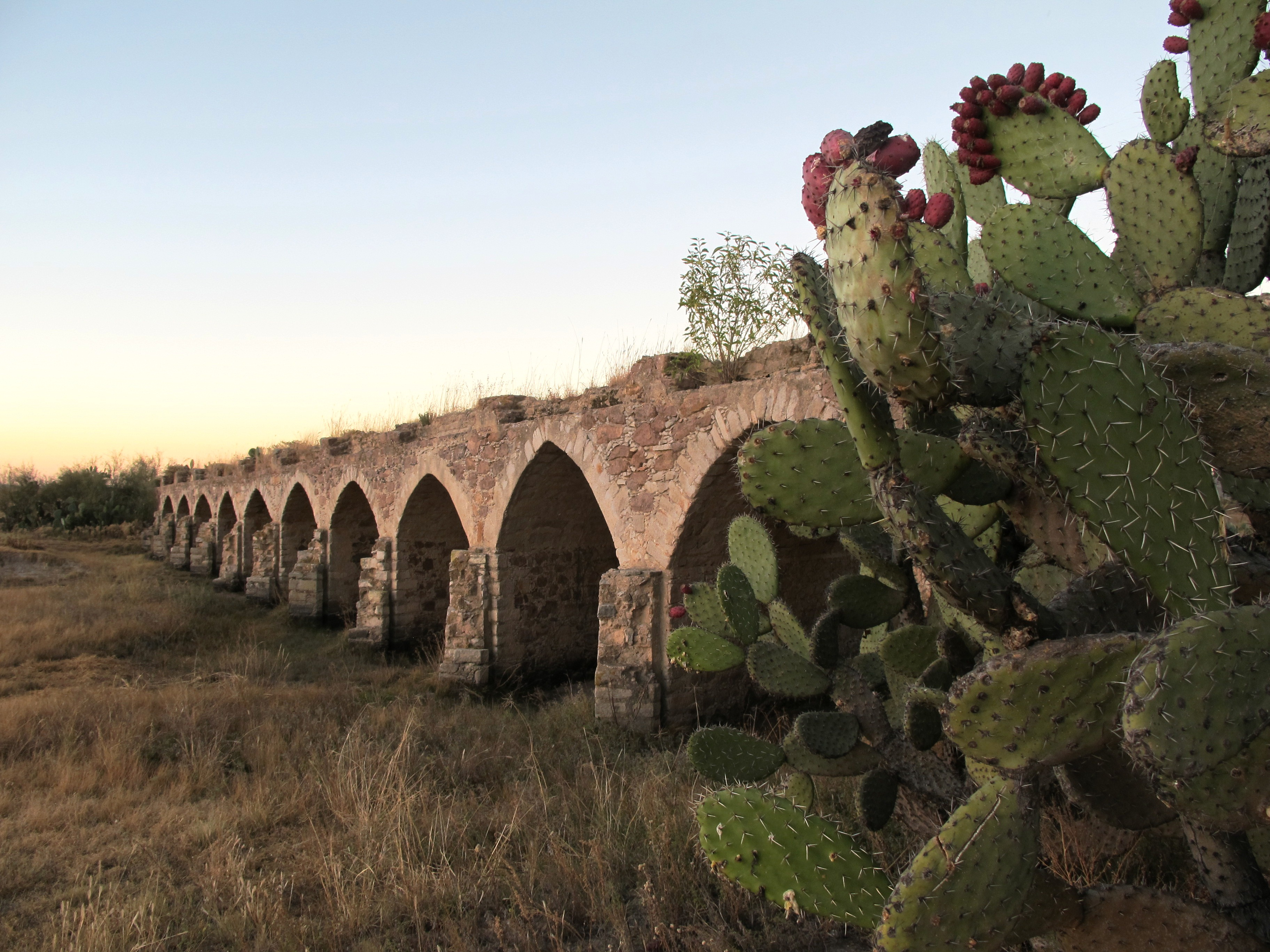
Мост Охуэлос

Город был основан испанским конкистадором Педро Каррильо Давила в 1569 году как укрепление или военный гарнизон для защиты путешественников от племён Чичимеки. Это было одно из семи укреплений, построенных по указанию вице-короля Мартина Энрикеса де Альмансы на важном маршруте Мехико — Сакатекас. Позже этот маршрут стал Королевской дорогой внутренних земель. До наших дней дошло только укрепление Охуэлос.
В 2010 году ЮНЕСКО включил исторический центр города Охуэлос (объект 1351—018) и мост Эль-Пуэнте-де-Охуэлос (объект 1351—019) в список объектов Всемирного наследия как составные части культурного памятника — исторической дороги Камино-Реаль-де-Тьерра-Адентро.

## Достопримечательности

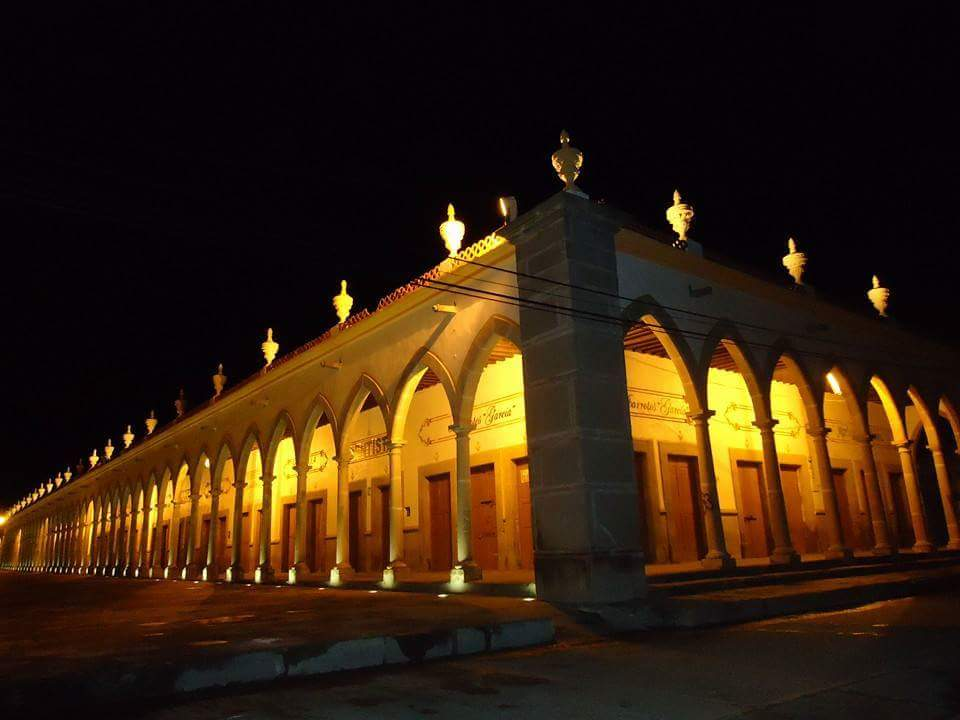
Эль-Париан

Среди других туристических достопримечательностей Охуэлоса — построенная в конце XIX века площадь Эль-Париан, окруженная 102 готическими арками.

## Население
В 1990 году население города составляло 7265 человек. К 2010 году выросло до 11881 человек.